# Ulica Pionierska w Giżycku
Ulica Pionierska – jedna z ulic w Giżycku, na całej długości jednokierunkowa, biegnąca od ul. Traugutta do ul. Daszyńskiego.
Przed 1945 była to Bismarckstrasse (ul. Bismarcka) nazwana tak na cześć kanclerza Niemiec Ottona von Bismarcka.
Po zakończeniu wojny, gdy do miasta przybywali nowi mieszkańcy m.in. z Białegostoku i Wileńszczyzny, została zamieszkana jako jedna z pierwszych ulic w mieście, ponieważ mimo niewielkich zniszczeń jakich doznało Giżycko w czasie samej wojny, tak krzywdę miastu wyrządziła Armia Czerwona po jego zajęciu w styczniu 1945. Właśnie z tego powodu z przedwojennej zabudowy Lötzen zostały właściwie ul. Dąbrowskiego i ul. Pionierska wraz z jej kamienicami z przełomu XIX i XX w.

## Ważniejsze obiekty
- Parafia i Kościół Świętego Brunona Biskupa i Męczennika (nr 14)
- Zabytkowy dom wpisany do rejestru zabytków pod nr A-4602 z 4 kwietnia 2013r[3] (nr 1)